# Absolute Dance opus 15
Absolute Dance opus 15, kompilation i serien Absolute Dance udgivet i 1997. 

## Spor
1. Spice Girls – "Say You'll Be There" (Linslee's Extended Mix)
2. Robert Miles feat. Maria Nayler – "One & One" (Radio Version)
3. George Michael – "Spinning The Wheel" (Forthright Edit)
4. MC Lyte – "Cold Rock A Party" (Bad Boy Remix-Radio Edit Clean)
5. Soultans – "Can't Take My Hands Off You" (Funky Pump Mix)
6. East 17 feat. Gabrielle – "If You Ever" (Smoove Mix)
7. Koolmatch – "I Like It, I Luv It" (Radio Mix)
8. Gina G – "I Belong To You" (Radio Edit)
9. MR – "To France" (Jpo & Beam Video Mix)
10. Backstreet Boys – "Quit Playing Games (With My Heart)" (Video Version)
11. Faithless – "Salva Mea" (Radio Edit)
12. Cultured Pearls – "I Don't Love You Like I Used To" (Radio Version)
13. Mr. President – "Show Me The Way" (Radio Edit)
14. Technotronic – "Pump Up The Jam '96" (Tin Tin Out Radio Mix)
15. Monolith – "Something Wonderful" (Radio Edit)
16. Camarco – "I Promised Myself"
17. Everything but the Girl – "Driving" (Todd Terry Freeze Mix)
18. Prodigy – "Breathe" (Edit)
19. Scatman John – "Everybody Jam" (Single Jam)